# Amadou Diallo (calciatore 2006)
Amadou Kalabane Diallo (Conakry, 13 luglio 2006) è un calciatore guineano, attaccante del Rennes 2.

## Carriera

### Club
Diallo è cresciuto nel settore giovanile del Brétigny Foot, e nel gennaio del 2023 è stato acquistato dal Rennes. A partire dal settembre seguente è stato promosso nella squadra riserve militante in Championnat National 3.

### Nazionale
Ha giocato nella nazionale guineana Under-23.
Nel 2024 è stato convocato dalla nazionale olimpica guinaeana per partecipare ai Giochi della XXXIII Olimpiade.

## Statistiche

### Presenze e reti nei club
Statistiche aggiornate al 24 luglio 2024.
| Stagione        | Squadra         | Campionato      | Campionato | Campionato | Coppe nazionali | Coppe nazionali | Coppe nazionali | Coppe continentali | Coppe continentali | Coppe continentali | Altre coppe | Altre coppe | Altre coppe | Totale | Totale | Totale |
| Stagione        | Squadra         | Comp            | Pres       | Reti       | Comp            | Pres            | Reti            | Comp               | Pres               | Reti               | Comp        | Pres        | Reti        | Pres   | Reti   |        |
| --------------- | --------------- | --------------- | ---------- | ---------- | --------------- | --------------- | --------------- | ------------------ | ------------------ | ------------------ | ----------- | ----------- | ----------- | ------ | ------ | ------ |
| 2023-2024       | Rennes 2        | N2              | 13         | 1          |                 | -               | -               |                    | -                  | -                  |             | -           | -           | 13     | 1      |        |
| Totale carriera | Totale carriera | Totale carriera | 13         | 1          |                 | -               | -               |                    | -                  | -                  |             | -           | -           | 13     | 1      |        |